# Moto Guzzi Sport 1100-serie

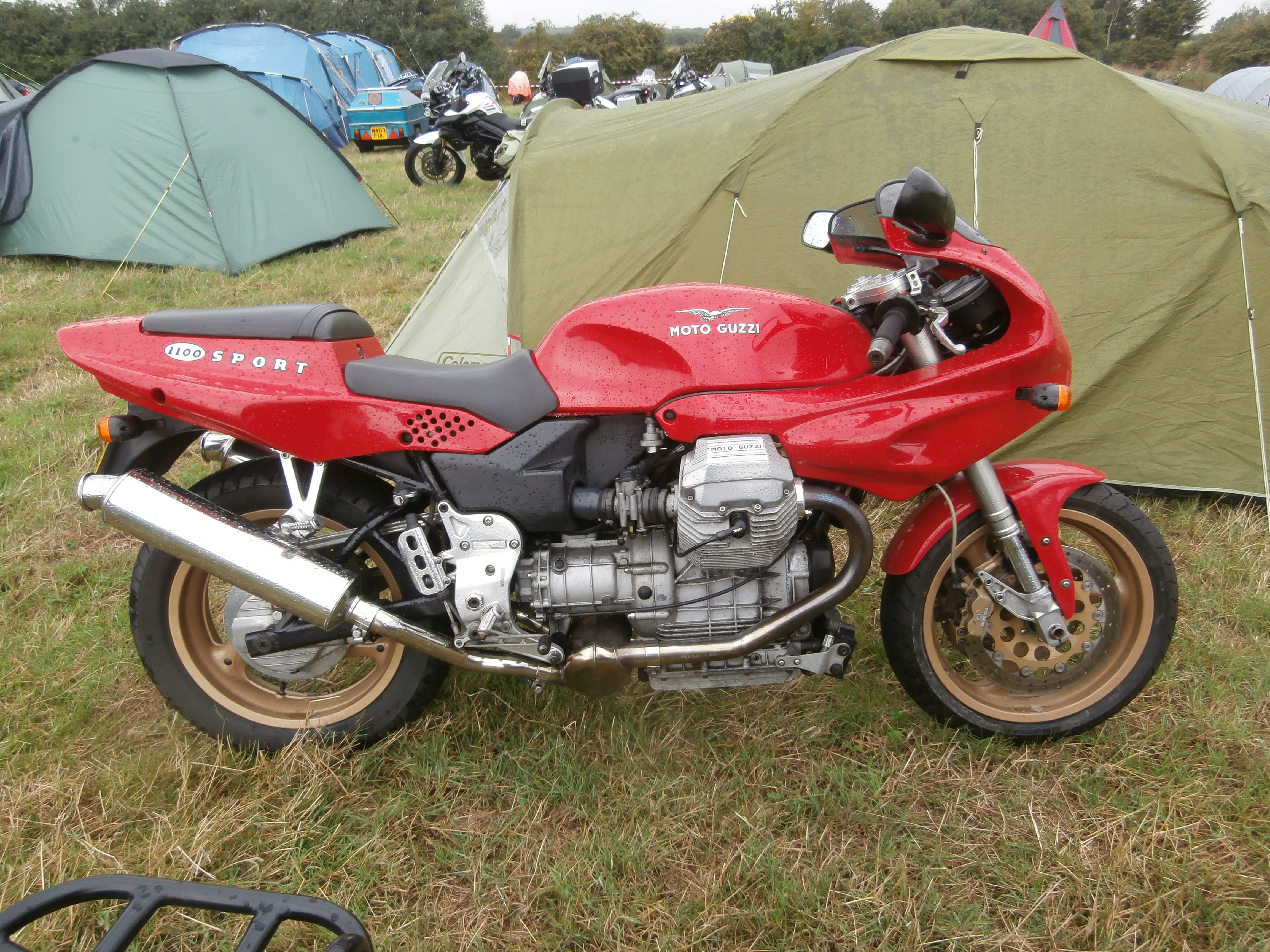
Moto Guzzi Sport 1100

De Moto Guzzi Sport 1100 was een sportmotor die door Moto Guzzi tussen 1993 en 2000 werd geproduceerd. Vanaf 1996 kreeg het model een injectiemotor en veranderde de naam in Moto Guzzi Sport 1100 Iniezione. Dat was opmerkelijk; de Sport 1100 had vanaf het begin problemen met de afstelling van de carburateurs en de ontwikkeling werd er ongeveer een jaar door vertraagd, maar Moto Guzzi had al sinds 1987 injectiemotoren in haar programma.

## Voorgeschiedenis
Moto Guzzi had in 1971 de V7 Sport uitgebracht. Deze werd ook ingezet in endurancewedstrijden. Door de ontwikkelingen die daar plaatsvonden evolueerde de machine en ontstonden de 750 S en de 750 S3. Nadat Alejandro de Tomaso het bedrijf overnam, vormde zijn designteam de 750 S3 om tot de Moto Guzzi Le Mans. Dit was een uitermate modern gelijnde en sportieve motorfiets, met uitstekende rij-eigenschappen, maar het vermogen schoot tekort in vergelijking met de steeds sterker wordende concurrentie uit Japan, maar ook uit Italië. De techniek van de Moto Guzzi dateerde dan ook al uit de jaren zestig. De 750 cc modellen uit Japan leverden al ruim 100 pk, de Ducati 851 93 pk. De Moto Guzzi Le Mans kwam niet verder dan 81 pk. Daarom ontwikkelde Umberto Todero samen met de Amerikaanse tandarts, Moto Guzzi-enthousiast en raceteamleider Dr. John Wittner de Moto Guzzi 1000 Daytona, die vierklepskoppen had, maar desondanks de concurrentie niet aankon. Daar kwam nog bij dat het een dure en wellicht te sportieve motorfiets was, die in het dagelijks gebruik niet erg praktisch was. Moto Guzzi positioneerde de machine als concurrent van de Ducati 851, maar door de snelle ontwikkeling van de Ducati (888 en 916) was dit een hopeloze strijd.

## Sport 1100
De Sport 1100 werd voor het eerst getoond tijdens de motorshow in Milaan in november 1993. Toen de machine in april 1994 aan de pers werd voorgesteld, was de productie nog niet opgestart. Pas in december 1994 was de carburatie voldoende doorontwikkeld om de Sport 1100 op de markt te brengen. Dat had veel te maken met de scherper wordende emissienormen, waar de machine bij gebrek aan brandstofinjectie moeilijk aan kon voldoen. Uiterlijk was de Sport 1100 identiek aan de 1000 Daytona en ook het frame was het door "Dr. John" bedachte ruggengraat frame met vierkante kokers en monovering. De vierklepskoppen met bovenliggende nokkenassen van de Daytona waren vervangen door tweekleps-exemplaren met de "normale" nokkenas, en de brandstofinjectie door carburateurs, maar dankzij de grotere cilinderinhoud was het vermogen niet eens veel minder: de Daytona leverde in die tijd 94 pk, de Sport 1100 90 pk. De Sport 1100 was ongeveer 4.000 gulden goedkoper dan de Daytona. De verwachting was dat de Sport 1100 wat gebruiksvriendelijker zou zijn dat de 1000 Daytona maar dat was juist niet het geval; de Daytona reagereerde volgens testende journalisten mooier op het gas, maar verloor terrein door de Koni achterdemper ten opzichte van de WP demper van de Sport 1100. Mooi lopen deed de Sport 1100 bijna nooit. De Nederlandse importeur Greenib klopte bij BOTT coureur Martin Jochems en zijn team aan om de Sport goed aan het lopen te krijgen. Die paste een aantal dure kunstgrepen toe, maar vond ook dat simpele en goedkope oplossingen, zoals twee bougies per cilinder, een beter uitlaatsysteem en snelgas, die Moto Guzzi eenvoudig zelf had kunnen toepassen, voor veel verbetering zorgden. Duogebruik was bij de Sport 1100 lastig, omdat de bestuurderszitplaats te lang was. De verhoogde duozitplaats dwong de passagier daardoor vrij ver achter de bestuurder te zitten.

### Motor
De motor was een luchtgekoelde langsgeplaatste 90° V-twin die 90 pk leverde. Zowel de cilinders als de cilinderkoppen waren van aluminium, de cilinderbussen waren voorzien van een nikasillaag. De kleppen werden bediend door stoterstangen en tuimelaars vanaf een nokkenas die boven de krukas lag. De 40 mm carburateurs kwamen van Dell'Orto. Een wisselstroomdynamo was op de voorkant van de krukas gemonteerd. De startmotor zat aan de linkerkant naast de versnellingsbak. De krukas draaide in glijlagers, evenals de drijfstangen.

### Aandrijflijn
De krukas dreef via het vliegwiel rechtstreeks de tweevoudige droge plaatkoppeling aan. Daarachter zat een vijfversnellingsbak en de secundaire aandrijving verliep via een cardanas.

### Rijwielgedeelte
De Sport 1100 had een ruggengraat frame van vierkante kokers dat hij al voor de eerste racers van Dr. John Wittner was ontwikkeld en ook op de1000 Daytona was toegepast. Het motorblok was dus een dragend deel. De telescoopvork was van Marzocchi. De ingaande demping kon bij de linker vorkpoot worden versteld, de uitgaande demping bij de rechter. De achtervering werd verzorgd door een swingarm cantilever monovering met een WP demper. Aan de voorkant zaten twee 320 mm Brembo schijfremmen, aan de achterkant een 260 mm Brembo schijfrem. De reactiekrachten van de cardanaandrijving werden opgevangen door een reactiestang.

## Sport 1100 Iniezione
In 1996 kwam, tegelijkertijd met de 1000 Daytona RS, de Sport 1100 Iniezione (injectie) op de markt. Het Weber-Marelli injectiesysteem verbeterde de motor aanmerkelijk en er was een oliekoeler gemonteerd. De kruiskoppelingen van de cardanas waren vernieuwd en er was een transmissiedemper in de achternaaf gemonteerd. Maar ook aan het rijwielgedeelte was veel veranderd: de Marzocchi vering was nu helemaal vervangen door WP en er was zelfs een Upside Down-voorvork gemonteerd. Ook het frame was nieuw, smaller en met nieuwe aluminium schetsplaten aan de achterkant. De swingarm was van ovale buis gemaakt. De machine had nu twee 17 inch velgen. Voor het vermogen en het koppel had de injectie geen gevolgen, maar de motor liep wel veel beter. Dat betekende ook dat motorjournalisten een stuk positiever over de Sport 1100 Iniezione berichtten dan ze over de Sport 1100 met carburateurs hadden gedaan.

## Technische gegevens
| Moto Guzzi             | Sport 1100                             | Sport 1100 Iniezione                   |
| ---------------------- | -------------------------------------- | -------------------------------------- |
| Periode                | 1993-1996                              | 1996-2000                              |
| Categorie              | sportmotor                             | sportmotor                             |
| Motortype              | kopklepmotor                           | kopklepmotor                           |
| Bouwwijze              | langsgeplaatste 90° V-twin             | langsgeplaatste 90° V-twin             |
| Cilinder               | aluminium                              | aluminium                              |
| Cilinderkop            | aluminium                              | aluminium                              |
| Klepopstelling         | 4 kopkleppen                           | 4 kopkleppen                           |
| Klepbediening          | stoterstangen met tuimelaars           | stoterstangen met tuimelaars           |
| Brandstofvoorziening   | 2 × Dell'Orto PHM 40 carburateur       | Weber-Marilli M16 injectie             |
| Ontsteking             | Marelli Digiplex elektronisch          | Marelli Digiplex elektronisch          |
| boring                 | 92 mm                                  | 92 mm                                  |
| slag                   | 80 mm                                  | 80 mm                                  |
| Cilinderinhoud         | 1063,6 cc                              | 1063,6 cc                              |
| Smeersysteem           | Wet-sump                               | Wet-sump                               |
| Compressieverhouding   | 10,5:1                                 | 9,5:1                                  |
| Max. Vermogen          | 90 pk bij 7.800 tpm                    | 90 pk bij 7.800 tpm                    |
| Topsnelheid            | 230 km/h                               | 230 km/h                               |
| Primaire aandrijving   | Rechtstreeks                           | Rechtstreeks                           |
| Koppeling              | meervoudige droge plaat                | meervoudige droge plaat                |
| Versnellingen          | 5 voetgeschakeld                       | 5 voetgeschakeld                       |
| Secundaire aandrijving | cardan                                 | cardan                                 |
| frame                  | brugframe                              | brugframe                              |
| Wielbasis              | 1496 mm                                | 1475 mm                                |
| Vering vóór            | Marzocchi telescoopvork                | WP UPSD                                |
| Vering achter          | swingarm met monovering                | swingarm met monovering                |
| Banden                 | vóór 120/70 × 17", achter 160/60 × 18" | vóór 120/70 × 17", achter 160/60 × 17" |
| Rem(men)               | schijfremmen rondom                    | schijfremmen rondom                    |
| Gewicht                | 232 kg rijklaar                        | 221 kg droog                           |
| Tankinhoud             | 19 liter                               | 19 liter                               |
| Voorganger             | Le Mans 1000 CI                        | Sport 1100                             |
| Opvolger               | Sport 1100 Iniezione                   | V 11 Sport                             |